# Кам'яні вишиванки (Нова Каховка)

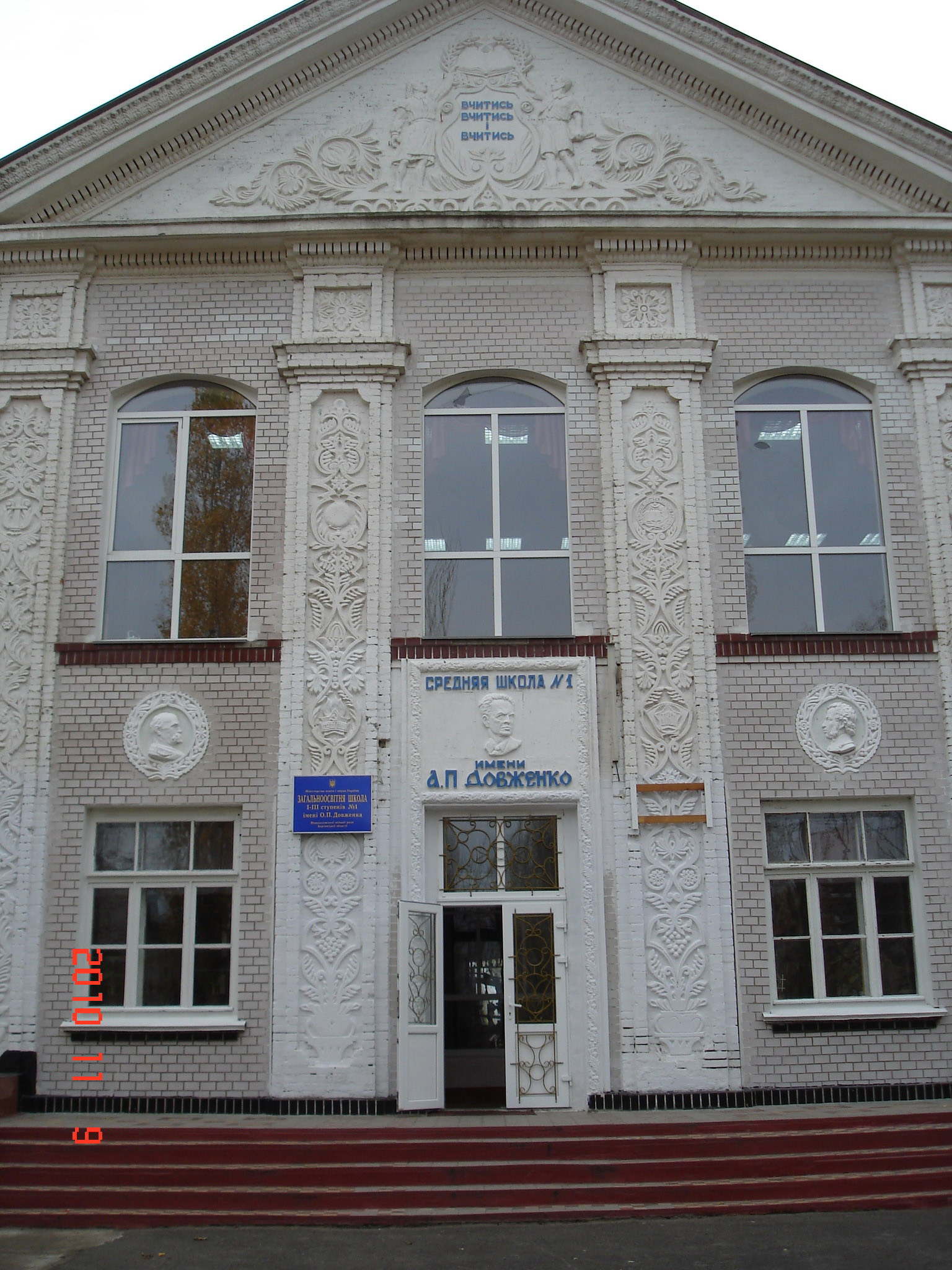
Нова Каховка, школа № 1, 2010

Кам'яні вишиванки Нової Каховки — це умовна назва, якою об'єднано архітектурні об'єкти з орнаментальними оздобленнями Г.Довженка у місті Нова Каховка, Херсонської області.
У місті Нова Каховка збереглися унікальні орнаментальні різблення Заслуженого художника України Григорія Довженка (роки життя 1899—1980), представника школи «бойчукістів».
Вони отримали назву «Кам'яні вишиванки». Вишиванки з каменя на будинках у багатьох ототожнюються з українськими вишиванками, унікальним мистецьким явищем. І не даремно. Вишиванка — це символ краси та національної ідентичності українського народу. У ній генетичний код нашого минулого, теперішнього та майбутнього.
Вишиванка для багатьох — це Україна, це Херсонщина, це місто Нова Каховка, це річка Дніпро, це рідний дім…Сам термін, «Кам'яні вишиванки», з'явився в 2015-ому році. Варіантів було кілька, проте мешканці Нової Каховки обрали саме цей — він виявився зрозумілим і архітекторам, і туристам, припав до душі й місцевим жителям, адже за стилем панно з геометричними орнаментами нагадує традиційну українську вишивку.

## Створення
Нова Каховка — місто обласного підпорядкування в Херсонській області, на півдні України, створене в 50-х роках минулого століття для будівельників Каховського гідровузла. Старе місто — історичний район, з якого почалося все місто. Збудований за єдиним планом від самого початку. В основі забудови — двох- та трьохповерхові будинки з черепичними або шиферними дахами, а тому вони вийшли одноманітними й невиразними.
У 1958 році вийшла кінострічка Олександра Довженко «Поема про море», про будівництво Каховської ГЕС і м. Нової Каховки. А свій сценарій, до майбутнього фільму, відомий письменник та кінорежисер Олександр Довженко писав саме в Новій Каховці, та був вражений сірістю та понурістю тамтешніх забудов. Саме за його письмовим проханням Академія архітектури направила в новостворений населений пункт групу художників та архітекторів, які охоче взялися за оздоблення фасадів. Серед них був художник-монументаліст Григорій Довженко, який створив унікальні орнаменти для кожного будинку центральної частини міста. Він керував бригадою майстрів, які працювали до 1955 року. За цей час вдалося прикрасити кожну будівлю міста: від житлових будинків до шкіл та адміністративних будівель, — всього близько 180 споруд. За ескізами Григорія Довженка були створені унікальні орнаменти, які не повторюються, а також 80 автентичних різьблених панно, що прикрасили стіни всіх будинків та змінили обличчя міста
Будинки старої частини міста мають два види орнаментів: ліпні та різьблені. У 1953—1955 роках три бригади (майже 100 чоловік) робили ліпні орнаменти, а дві бригади — різьблені. Під авторським наглядом та за підрахунками Григорія Довженка всього було створено понад дві тисячі квадратних метрів орнаментів.
У своїх роботах Г.Довженко втілив основні ідеї бойчукістів (художників-монументалістів, учнів і послідовників Михайла Бойчука). Це виявляється в простоті й схематичності традиційних фігур, переплетених візерунках із зображенням птахів і рослин, а також в ідеї популяризувати українське мистецтво та поєднувати красу і буденність.
Усі панно вийшли міцними, як камінь, завдяки чому і збереглися донині. Секрет міцності — в особливому розчині штукатурки, рецепт якого винайшов і запатентував Григорій Довженко. Розпис по сирому тиньку (штукатурці) на основі поліхлорвінілових синтетичних смол значно полегшував роботу майстрам, адже він застигав довше, ніж звичайний.
У багатьох панно переважають вибагливі рослинні орнаменти, в яких простежується зв'язок з мистецтвом українського модерну та народною вишиванкою: різноманітні квіти, виноград, колоски пшениці, вазони, куманці, «дерева життя» тощо. Недаремно сучасні місцеві дослідники називали це явище «кам'яними вишиванками». Орнаменти можна поділити на геометричні, симетричні, правильні, рослинні, тваринні.
Орнамент у вигляді хреста — один із найпоширеніших знаків у світовій культурі, він символізує ідею центричності. Означає гармонію чотирьох стихій: вогню, води, землі, повітря.
Разом із Григоріем Довженком над створенням орнаментів працював син Тарас та представники школи бойчукізму, зокрема Олександр Мизін.
Під час роботи у Новій Каховці, коли навіть згадувати про «бойчукізм» було заборонено, Григорію Довженко вдається неможливе — втілити настанови українських монументалістів, не дати досвіду й напрацюванням бойчукістів канути в небуття, продовжити традиції несправедливо задушеної школи.
Треба зазначити, що робота Григора Довженка не була в повній мірі на той час зрозуміла і оцінена радянськими функціонерами від культури — її критикували, вважали за непотрібне «вицяцьковування», марну трату сил.
Значну підтримку в той час він отримав від Олександра Довженка та академіків архітектури, зокрема Мусія Катернога.
За спогадами, люди, які приїжджали до Нової Каховки, були вражені: усі будиночки стояли біленькі, було багато зелені та квітів, а орнаменти сяяли. Під них художниками підкладалася основа різної інтенсивності та кольору: фіолетова, зелена, лілова, а малюнок нагадував біле плетиво. Багато хто розповідав, що місто було, ніби у мереживі.

## Сучасний стан
Нині орнаменти під загрозою знищення — не лише під впливом часу, а й через утеплення будинків та «осучаснення» фасадів. Силами місцевих активістів, зокрема слід відзначити члена Союзу архітекторів України, голови Новокаховської організації охорони культурної спадщини Тетяну Євсєєву. ЇЇ наполеглива віра та праця надихнула городян по іншому відкрити для себе кам'яну красу міста. На сьогодні місто Нова Каховка знаходиться під окупацією.
Але щоб нащадки знали та пам'ятали про цінність, яку мешканці Нової Каховки можуть бачити кожного дня, потрібні зусилля не тільки влади, а й громадськості. І тут неможливо не відзначити, що вишиванка — це документ українського народу! Це оберіг! В орнаментах вся магія любові і історія кожного регіону України.
«Кам'яні вишиванки» поступово повертають місту…— станом на грудень 2018 року оновлено 8 будинків.
Найбільш кропітка робота — це розчищення, оскільки поверх візерунків — не один шар фарби. Зараз завдяки проекту вже вдалося реставрувати кілька робіт Довженка «Кам'яні вишиванки» потрохи оживають.
Бо це ж справді перлина архітектури, у 80-х роках вона вже була у списку історичних населених місць, і чомусь тоді люди це оцінили, хоча це світовий рівень.
Ці будинки дійсно неповторні. Хочеться вірити, що орнаменти Г.Довженка продовжать своє життя у сучасних спорудах і стануть візитівкою Нової Каховки.
Син архітектора — Тарас Довженко  (1931—2020) допомагав своєму батькові створювати орнаментальні різблення у Новій Каховці.
Крок за кроком, громада міста стає більш проінформованою про свою культурну спадщину, починає цінувати й популяризувати її, збільшується кількість прихильників «кам'яних вишиванок».
Самі художники, які працювали над будинком, писали, що вони хотіли українського мистецтва, і так і є — ці «кам'яні вишиванки» тому приклад.
Самі художники носили вишиті сорочки і будували нову Україну, і вірили, що так і буде.
Міст з подібним явищем більше не знайти. Тому будинки з орнаментальними панно гідні бути пам'яткою національного значення.
Отже сьогодні весь цей скарб прикрашає Нову Каховку і є шедевром Півдня України.
Побачити «кам'яні вишиванки» можна на будівлі міського Палацу культури, школи № 1, Літнього кінотеатру тощо.